# Janko Smole
Janko Smole [smolè], slovenski politik, državnik in finančni strokovnjak, * 2. junij 1921, Ljubljana, † 11. junij 2010, Ljubljana.
Smole je bil predsednik Izvršnega sveta Skupščine Socialistične republike Slovenije od leta 1965 do leta 1967 in minister za finance Socialistične federativne republike Jugoslavije od 18. maja 1967 do 17. maja 1974.

## Življenje
Janko se je rodil v ugledni ljubljanski odvetniški družini očetu Albinu in materi Ani (roj. Anžič). Brat mu je bil Jože Smole. Že od zgodnjega otroštva je izkazoval zanimanje za pravičnost in napredek, bil je zagovornik socialne enakosti ter se zavzemal za izboljšanje družbenih razmer.
Med drugo svetovno vojno se je nemudoma pridružil narodnoosvobodilnemu boju, delujoč v vrstah Osvobodilne fronte kot partizan. Med bivanjem v Ljubljani je bil izdan in zaprt s strani okupatorjev med leti 1942 in 1944. V zaporu je sodeloval v organiziranju gladovne stavke pred kapitulacijo Italije, a kljub temu ni dosegel uspeha. Srečo mu je prinesla njegova mati Ana, ki je vztrajala in na koncu uspela doseči njegovo izpustitev iz zapora. Po vrnitvi je nadaljeval svoje dejavnosti med partizani, med drugim se je posvetil propagandi v 7. korpusu GŠ NOV in POS.
Po vojni je postopoma napredoval v vodilne gospodarsko-politične položaje tako v Sloveniji kot v Beogradu. Njegova odločitev, ko je bil predsednik slovenske vlade med letoma 1965 in 1967, da vztraja pri reformah in proračunskih omejitvah ter pozove k glasovanju o njih, je bila odmevna v Sloveniji. Ta poteza, skupaj z njegovim odstopom, je predstavljala prvo takšno dejanje v Jugoslaviji tistega časa. Vendar pa je postal najbolj znan kot finančni minister nekdanje Jugoslavije, kjer je bil priznan kot strokovnjak na tem področju ter zanesljiv partner, kar mu je prineslo mednarodno spoštovanje.
V Beogradu je užival ugled, ki mu je omogočal, da je lahko v imenu Jugoslavije brez uradnih pooblastil dobil kredit v Kuvajtu. Kasneje je vodil poslovodstvo Ljubljanske banke med letoma 1978 in 1984. Kljub vsem obveznostim in delu je našel čas tudi za humanitarno delo, zlasti pri skladu Franca Rozmana - Staneta, kjer je prispeval k izboljšanju socialnih pogojev za borce in invalide iz prejšnjih vojn.
Smole je bil del izbranega kroga visoko kulturnih osebnosti v Sloveniji. Posebej zanimivo je, kako se je v poznih letih naučil uporabljati računalnik. Med srečanji s kolegi finančniki in gospodarstveniki bi pogosto potegnil navodila za delo z računalnikom, saj je dobro razumel logiko računalniških programov. Ta srečanja so bila priložnost tudi za pogovor o zgodovinskih, finančnih in političnih dogodkih, kot tudi o novih angleških in ameriških knjigah ter nemških časopisih.
Umrl je 11. junija 2010, star 89 let.